# Wanny van Gils
Waltherus Petrus Johannes Hendrikus (Wanny) van Gils (Oosterhout (Noord-Brabant), 10 februari 1959 – Leiden, 28 juli 2018) was een Nederlands voetballer. Hij stond onder contract bij NAC, Beringen FC en Willem II.
Van Gils stond te boek als een technisch begaafde middenvelder. Hij speelde gedurende twee periodes bij NAC, van 1977 tot 1981 en van 1988 tot 1991. In totaal kwam Van Gils met NAC vier seizoenen uit in de Eredivisie en drie jaar in de Eerste divisie. Ook speelde hij vijf jaar voor Willem II (34 doelpunten in 133 wedstrijden) en twee seizoenen voor Beringen FC.
Na het voetbal werd Van Gils verzekeringsadviseur en startte hij een eigen bedrijf in de financiële dienstverlening, waarvan hij tot aan zijn overlijden eigenaar/directeur was. Hij was ook trainer in het amateurvoetbal en voorzitter van vv TSC.